# Runner's high
Runner’s High is het gevoel van euforie dat ervaren kan worden bij langdurige lichamelijke inspanning. Na lange inspanning gaat de persoon over een grens waarbij stoffen vrijkomen die een belangrijke rol spelen in het beloningssysteem in de hersenen. De persoon ervaart dan gevoelens van diepe tevredenheid, opgetogenheid, welzijn en het gevoel eindeloos door te kunnen gaan. Ook onderdrukt het pijn. Het wordt o.a. ervaren door hardlopers, vandaar de naam, maar net zo goed ook tijdens andere duursporten, zoals roeien, gewichtheffen, yoga en wielrennen. Het veelvuldig doormaken van runners high kan ertoe leiden dat iemand verslaafd raakt aan sporten.
Wanneer een hardloper op 80% van de maximale zuurstofopname presteert en vervolgens net een tandje lager gaat, bijvoorbeeld door naar beneden te rennen, dan wordt de afgifte van bepaalde hormonen of neurotransmitters hoger dan wat het lichaam nodig heeft. Hier ontstaat een soort overdosis, de runner high.
Welke stoffen een rol spelen bij runner’s high is onderdeel van debat. Mogelijk gaat het hierbij om endorfine, anandamide (een lichaamseigen cannabinoïde), leptine en/of enkefaline (opioïde peptide).